# Themelthorpe
 (juillet 2023).
Themelthorpe est une paroisse civile et un village du Norfolk, en Angleterre.